# Metropolia Katanii
Metropolia Katanii – metropolia Kościoła łacińskiego we wschodniej części Sycylii we Włoszech. Została ustanowiona decyzją papieża Jana Pawła II 2 grudnia 2000. W jej skład wchodzi archidiecezja metropolitalna oraz dwie diecezje. 

## Diecezje

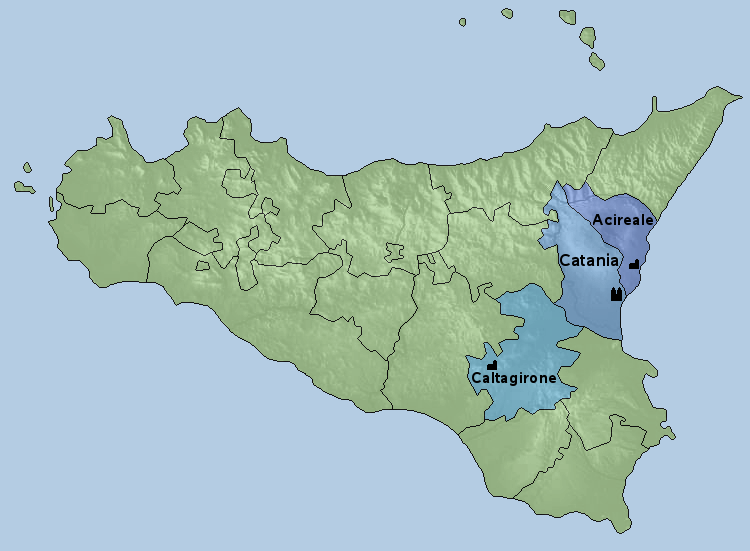
Diecezje metropolii na mapie administracyjnej Kościoła na Sycylii

- Archidiecezja Katanii
- Diecezja Acireale
- Diecezja Caltagirone